# Jazvenik (Sziszek)
Jazvenik falu Horvátországban, Sziszek-Monoszló megyében. Közigazgatásilag Sziszekhez tartozik.

## Fekvése
Sziszek belvárosától 6 km-re nyugatra, a 36-os számú főúttól és a Zágráb-Sziszek vasútvonaltól délre fekszik.

## Története
A települést 1334-ben „praedium Jazuenik” alakban említik először. 1520-ban „possessio Jazwynek”, 1545-ben „Jazwennyk” néven szerepel az írásos forrásokban. 1773-ban az első katonai felmérés térképén „Dorf Jaszvonik” néven találjuk. 1857-ben 125, 1910-ben 285 lakosa volt. A 20. század első éveiben a kilátástalan gazdasági helyzet miatt sokan vándoroltak ki a tengerentúlra. 1918-ban az új szerb-horvát-szlovén állam, majd később Jugoszlávia része lett. A második világháború idején a Független Horvát Állam része volt. A háború után a béke időszaka köszöntött a településre. Enyhült a szegénység és sok ember talált munkát a közeli városokban. A falu 1991. június 25-én a független Horvátország része lett. 2011-ben 146 lakosa volt.

## Népesség
| Lakosság változása | Lakosság változása | Lakosság változása | Lakosság változása | Lakosság változása | Lakosság változása | Lakosság változása | Lakosság változása | Lakosság változása | Lakosság változása | Lakosság változása | Lakosság változása | Lakosság változása | Lakosság változása | Lakosság változása | Lakosság változása |
| ------------------ | ------------------ | ------------------ | ------------------ | ------------------ | ------------------ | ------------------ | ------------------ | ------------------ | ------------------ | ------------------ | ------------------ | ------------------ | ------------------ | ------------------ | ------------------ |
| 1857               | 1869               | 1880               | 1890               | 1900               | 1910               | 1921               | 1931               | 1948               | 1953               | 1961               | 1971               | 1981               | 1991               | 2001               | 2011               |
| 125                | 139                | 166                | 244                | 277                | 285                | 276                | 301                | 264                | 277                | 270                | 253                | 233                | 177                | 143                | 146                |

## Nevezetességei
Jézus szentséges szíve tiszteletére szentelt kápolnája.